# Billy Wedlock
William „Billy“ John Wedlock (* 28. Oktober 1880 in Bedminster; † 24. Januar 1965 in Bristol) war ein englischer Fußballspieler.

## Karriere
Wedlock spielte für Bristol City 1900/01 und zwischen 1905 und 1921, als er seine Karriere beendete. Hier erhielt er von den Anhängern wegen seiner Statur die Spitznamen „Fatty“ oder „India Rubber Man“, jedoch machte er durch seine technischen Fähigkeiten seine körperlichen Unzulänglichkeiten wett. Wedlock wurde zwischen 1907 und 1914 insgesamt 26 Mal in die englische Nationalmannschaft berufen und besaß lediglich in Charlie Roberts von Manchester United einen einzigen Konkurrenten im Kampf um seine Position.
Größte Erfolge waren 1906 der Aufstieg seines Vereins in die First Division, seinerzeit die höchste Liga des Landes, und das Erreichen des FA-Cup-Finales 1909 gegen Manchester United, das allerdings durch ein Tor von United-Stürmer Alex Turnbull mit einer 0:1-Niederlage endete.

## Erfolge
- FA-Cup-Finalist: 1909

## Erwähnenswertes
- Ihm zu Ehren wurde die östliche Tribüne von Ashton Gate, dem Stadion seines langjährigen Vereins Bristol City, „Wedlock Stand“ genannt.
- Wedlocks Enkel Fred Wedlock (1942–2010) war ein englischer Folk-Sänger, der vor allem durch seine Hitsingle „The Oldest Swinger In Town“ bekannt wurde.